# Джералд Принс
Джералд Принс (на английски: Gerald Prince) е американски литературовед, професор по романистика в Пенсилванския университет. Водещо име в наратологията.

## Биография
Роден е в Александрия на 7 ноември 1942 г. Получава бакалавърска степен с magna cum laude в Бруклинския колеж през 1963 г., магистърска степен в Университета на Флорида също през 1963 г., а докторска в Университета „Браун“ през 1968 г.
Преподавателската си кариера започва като лектор по френски език в Пенсилванския университет (1967-1968). След това е асистент (1968-1973), доцент (1973-1981) и професор (1981-) по романистика там.
Освен авторитетни изследвания в областта на теорията на литературата, той е автор и на текстове върху съвременната френска литература и особено върху френския роман след Втората световна война.
Изследванията му върху френски и английски писатели са преведени на много езици. Бил е гост професор в различни университети във Франция, Белгия, Италия, Австралия и Канада, както естествено и в САЩ. Той е отговорен редактор на поредицата „Stages“ на University of Nebraska Press.
Участва в редакционните съвети на няколко престижни научни списания, сред които Narrative, Style, Diacritics, French Review и Roman 20/50.
През 2013 г. е удостоен с наградата за цялостен принос „Уейн Буут“ на Международното общество за изследване на наративите (на английски: The International Society for the Study of Narrative), организацията, на която е президент през 2007 г.